# Elsa Sørensen
Else Rosendal Sørensen (født 25. marts 1934 i København, død 18. april 2013 i Florida) var en dansk pinup-model, som desuden optrådte under pseudonymet Dane Arden.
Efter at hun i 1955 blev kåret til Miss Danmark, flyttede hun til USA, hvor hun i september 1956 optrådte i Playboy som den første danske Playmate of the Month. Hun menes desuden at være den første Playmate, der ikke kom fra USA.
Elsa Sørensen var i en periode gift med den amerikanske popsanger Guy Mitchell og blev senere gift med skuespilleren Philip Mattingly.
Hun døde den 18. april 2013 efter en cykelulykke i Vero Beach, Florida.